# Katharina Pötter

Firma di Katharina Pötter

Katharina Pötter (nata Schlattner;; Münster, 31 luglio 1979) è una giurista e politica tedesca della CDU. Dal 1º novembre 2021 è sindaco della città di Osnabrück, nella Bassa Sassonia. È membro della giuria d'onore del Premio per la pace Erich Maria Remarque.

## Biografia
Katharina Pötter è cresciuta a Osnabrück. Dopo essersi diplomata al ginnasio Carolinum nel 1999, ha studiato legge all'Università di Osnabrück, specializzandosi in diritto pubblico. Ha svolto il tirocinio presso il Tribunale regionale superiore di Oldenburg. Nel 2007 si è qualificata come giudice (secondo esame di stato in legge). Ha poi lavorato per un breve periodo come avvocato a Brema.
Dal 2007 al 2019 ha lavorato (con interruzioni) presso l'Autorità scolastica statale della Bassa Sassonia, inizialmente come responsabile delle risorse umane e più recentemente come capo dipartimento. Negli anni dal 2008 al 2009 e poi nel 2011 ha maturato un'esperienza professionale ad Hannover per dodici mesi come consulente presso gli uffici del Ministero degli interni della Bassa Sassonia, come consulente per le questioni del Bundesrat e del Ministero della cultura della Bassa Sassonia.
All'inizio del maggio 2019, Pötter è stata eletta all'unanimità dal Consiglio comunale di Osnabrück come consigliera a tempo pieno nel consiglio amministrativo della città di Osnabrück. Ha assunto la direzione del neonato Dipartimento degli affari sociali e servizi ai cittadini e, in questa veste, ha diretto il team di crisi della città per affrontare la pandemia da COVID-19 a partire dal marzo 2020. Il suo mandato di consigliere comunale è terminato il 1º novembre 2021, quando ha assunto la carica di sindaco della città di Osnabrück.
Katharina Pötter è sposata con l'avvocato Ralf Pötter. La coppia ha tre figli

## Attività politica

### Impegno giovanile
Pötter è stata coinvolta nelle organizzazioni giovanili della CDU già da adolescente. Dal 1997 al 1999 è stata presidente di Stato dell'Unione degli studenti della Bassa Sassonia. In seguito, è stata anche membro dell'esecutivo statale della Junge Union Niedersachsen per diversi anni.

### Politico locale della CDU a Osnabrück (2001-2019)
Alle elezioni amministrative del 2001 in Bassa Sassonia, Pötter ha ottenuto il suo primo seggio nel Consiglio comunale di Osnabrück, che ha mantenuto alle consultazioni successive del 2006, 2011 e 2016. In seguito, ha ricoperto il ruolo di vicepresidente del gruppo parlamentare della CDU, è stata membro del comitato amministrativo e ha presieduto il comitato finanziario. Si è ritirata dal consiglio dopo oltre 17 anni quando è stata eletta capo dell'amministrazione nel maggio 2019.

### Sindaco della città di Osnabrück (dal 2021)
Nell'aprile 2021, Pötter ha annunciato che si sarebbe candidata a sindaco per la CDU.[2] L'elezione del sindaco si è svolta contemporaneamente alle elezioni amministrative del 2021 in Bassa Sassonia. Pötter ha ottenuto il miglior risultato tra tutti gli otto candidati con il 35,75% delle preferenze, ma non la maggioranza assoluta, fatto che ha reso necessario un ballottaggio che si è svolto insieme alle elezioni federali il 26 settembre 2021. Pötter ha prevalso con il 56,09% contro Annette Niermann (Alleanza 90/I Verdi), che ha ottenuto il 43,91%.
Il mandato di Pötter come sindaco è iniziato il 1º novembre 2021, quando è succeduta a Wolfgang Griesert (CDU).
Dal novembre 2022 Pötter è membro eletto del presidium dell'Associazione delle città tedesche.